# صدف صورتی فلوریدا
صدف صورتی فلوریدا (نام علمی: Trachycardium egmontianum) نام یک گونه از تیره صدف راه‌راه است. بیشترین اندازه ثبت شده از این صدف ۵۰ میلی‌متر است. این گونه در سواحل آمریکای شمالی، از کارولینای شمالی تا فلوریدا یافت می‌شود.